# Zrakové postižení
Zrakové postižení je důsledek zdravotního postižení jedince, který i po korekci vady má narušené zrakové vnímání takovým způsobem, že mu činí problémy v běžném životě.
Počet nevidomých osob na Zemi se odhaduje na cca 45 milionů, počet osob s těžkým zrakovým postižením se odhaduje na cca 138 milionů.
Devět z deseti nevidomých žije v rozvojových zemích. Zrakové postižení negativně ovlivňuje schopnost uspokojovat základní životní potřeby, způsobuje komplikace při prostorové orientaci a samostatném pohybu. Postižený jedinec má problém se získáváním a zpracováním informací, se začleněním do společnosti a s navazováním mezilidských vztahů. Poškození nebo ztráta zraku v pozdějším věku (v důsledku nemoci nebo úrazu) představuje pro jedince náročnou životní situaci. Zrakové postižení jedince ovlivňuje i lidi, kteří s ním přicházejí do styku – typicky rodinní příslušníci a přátelé, ale nejen oni.
Se zrakovým postižením souvisí i pojem zraková defektivita. Defektivita je důsledek zrakové vady, který se projevuje poruchami v psychické výkonnosti, poruchami ve vztahu k sobě a k prostředí, a může dojít i ke změnám ve vývoji osobnosti. Defektivita představuje nevyrovnanost se zrakovou vadou a její příčinnou je nevhodná reakce na poškození zraku. Defektivita není stavem trvalým, může se zhoršovat, zlepšovat, nebo i úplně vytratit.
Výchovou, vzděláváním a rozvojem osob se zrakovým postižením se zabývá speciální pedagogika osob se zrakovým postižením (synonyma tyflopedie, oftalmopedie). Moderní společnost se snaží o to, aby se osoba (nejen) se zrakovým postižením v co největší míře úspěšně zapojila do společenského života. Aby se zrakově postižený i jeho okolí navzájem pochopili a přizpůsobili.

## Klasifikace osob se zrakovým postižením
Vymezení jednotlivých kategorií zrakového postižení se v různých oborech liší. Nejčastěji je základním kritériem zraková ostrost (vizus), která se značí tzv. Snellenovým zlomkem.
1. normální zrak – zraková ostrost je větší než 6/18,
2. zrakové postižení – zraková ostrost je v intervalu 6/18 až 6/60,
3. vážné zrakové postižení – zraková ostrost je v intervalu 6/60 až 3/60,
4. slepota – zraková ostrost je menší než 3/60.[3]

Podle doby vzniku postižení.
1. vrozené – prenatální (např. vlivem dědičnosti), perinatální (v souvislosti s porodem, např. při předčasném porodu),
2. získané – postnatální (např. vlivem úrazu, nemoci).

Členění zrakového postižení podle etiologického hlediska.
1. genetické příčiny,
2. působením teratogenu v průběhu nitroděložního vývoje (rentgenové a gama záření, infekce, chemické látky)
3. perinatální faktory (předčasné narození),
4. postnatální faktory (úraz, onemocnění)
5. nezjištěná příčina (souběh různých faktorů).[4]

Členění podle toho, co je postiženo:
1. orgánové postižení,
2. funkční postižení.

Podle doby trvání vady:
1. akutní,
2. chronické,
3. recidivující.

Speciální pedagogika používá čtyřstupňovou klasifikaci podle stupně narušení zrakového vnímání. Kromě zrakové ostrosti je v ní zohledněno omezení zorného pole.
1. osoby nevidomé,
2. osoby se zbytky zraku,
3. osoby slabozraké,
4. osoby s poruchami binokulárního vidění.[5]

Sportovci se zrakovým postižením jsou s ohledem na závažnost a stupeň zrakové vady (především podle zrakové ostrosti, zorného pole a schopnosti rozlišovat světlo) rozdělováni do tří kategorií tak, aby spolu soutěžili sportovci, jejichž možnosti si jsou co nejvíce podobné.
1. B1 – Bez světlocitu obou očí až po světlocit, ale neschopnost rozeznat tvar ruky z jakékoliv vzdálenosti nebo v jakémkoliv směru – úplná slepota.
2. B2 – Od schopnosti rozeznat tvar ruky až po zrakovou ostrost 2/60 nebo zorné pole menší než 5° – praktická slepota.
3. B3 – (Od zrakové ostrosti nad 2/60 až po zrakovou ostrost 6/60 nebo zorné pole větší než 5° a menší než 20° – schopnost samostatné orientace a pohybu na speciálně upraveném a bezpečnostně zajištěném závodišti.[6]

## Zrakově postižení v ČR
V České republice proběhlo v roce 2013 druhé výběrové šetření osob se zdravotním postižením (první proběhlo v roce 2007), z něhož vyplývá, že v ČR žije cca 100 000 osob se zrakovým postižením.
Další šetření v této oblasti proběhlo v roce 2018. Z něho vyplývá, že přibližně 250 tis. lidí v ČR se cítí být nedostatky ve zrakovém vnímání omezováno v běžném životě (nárůst počtu osob je v důsledku změny metodiky sběru dat).

### Komplexní služby pro zrakově postižené v ČR
Komplexními službami se rozumí nejen lékařská péče poskytovaná při zrakovém postižení, ale i zajištění služeb k uspokojení všech potřeb a k ucelené rehabilitaci postiženého jedince. Komplexní služby jsou poskytovány v rovině jak vertikální, tak horizontální. Vertikální rovina zahrnuje služby poskytované jedinci a jeho blízkým od doby zjištění vady až do smrti. Horizontální rovina pak zahrnuje služby institucí v gesci jednotlivých ministerstev a neziskový sektor.

#### Ministerstvo práce a sociálních věcí
- Stanovuje podmínky pro zaměstnávání postižených osob.
- Vyplácí dávky:
  - příspěvek na mobilitu
  - příspěvek na zvláštní pomůcky

#### Ministerstvo zdravotnictví
Zdravotnická péče je poskytována ve všech etapách lidského života.
- Preventivní péče:
  - genetické poradenství
  - péče o matku a dítě v těhotenství
  - sledování rizikových těhotenství
  - péče o matku a dítě během porodu
  - sledování rizikových dětí – děti zrakově postižených rodičů, předčasně narozené děti
  - preventivní prohlídky u pediatra v jednom roce, třech letech a před zahájením povinné školní docházky
- Oftalmologická péče:
  - prevence
  - poradenství
  - léčba
- Specializovaná pracoviště, např.:
  - Centrum zrakových vad

#### Ministerstvo školství, mládeže a tělovýchovy
Zabývá se procesem vzdělávání zrakově postižených ve speciálních školách nebo formou integrace v běžných školách.
- Speciálněpedagogické centrum (SPC) - metodická pomoc učitelům, podpora integrace.
- Speciální MŠ, MŠ se speciální třídou.
- Speciální škola pro zrakově postižené, ZŠ + spec. třídy.
- Gymnázium pro ZP, Konzervatoř Jana Deyla, další SŠ a nematuritní obory.
- Odborná vysokoškolská centra pro podporu vzdělávání zrakově postižených

#### Neziskový sektor
Doplňuje nabídku státního sektoru.
- Střediska rané péče (narození až MŠ) – diagnostika, pomoc rodině, stimulace, rozvoj sluchového a hmatového vnímání.
- SONS – Sjednocená organizace nevidomých a slabozrakých, která dále zřizuje např.:
  - Tyflokabinet – komplexní informace a konzultace v oblasti pomůcek.
  - Tyfloservis – nabídky výukových kurzů, např. nácvik prostorové orientace a samostatného pohybu, čtení a psaní Braillova písma, kurzy domácí sebeobsluhy (úklid, vaření, žehlení), kurzy práce na počítači.
  - Metodické středisko pro informatiku a BraillNet – digitalizace textů, kurzy práce s počítačem, poradenská činnost při výběru hardware a software pro zrakově postižené, správa webu pro zrakově postižené.
  - Pobytové rehabilitační a rekvalifikační středisko pro nevidomé Dědina, o.p.s., Centrum sociálních služeb pro osoby se zrakovým postižením v Brně-Chrlicích
- Palata – Domov pro zrakově postižené
- Česká unie zrakově postižených sportovců
- a další.